# Radsport-Club Blau-Gelb Langenhagen von 1927
Der RC Blau-Gelb Langenhagen von 1927 e.V. ist ein Sportverein für den Radsport mit Sitz in Langenhagen unter der Adresse Emil-Berliner-Straße 32. Mitglieder des eingetragenen Vereins errangen unter anderem zahlreiche Deutsche Meister-Titel in nahezu sämtlichen Disziplinen und Altersgruppen.

## Geschichte

### RC Diamant Hannover
Der heutige Verein wurde zur Zeit der Weimarer Republik im Jahr 1927 unter dem Namen „RC Diamant Hannover“ gegründet. gegründet. Ähnlich wie auch andere Radsportclubs gegen Ende der 1920er Jahre schloss sich auch der ursprünglich in Hannover neu gegründete Verein von Anfang an einem großen Fahrradhersteller an, um durch Werbung des Vereins für das Unternehmen dessen finanzielle Unterstützung zu erhalten, um damit wiederum die hohen Geldsummen für Rennfahrer und Rennbetrieb bezahlen zu können. So war es der hannoversche Repräsentant der Diamant Fahrradwerke in Chemnitz, der mit zehn weiteren Sportkameraden am 11. Januar 1927 den RC Diamant Hannover mit den damaligen Vereinsfarben blau-orange gründete.
Anfangs trugen die hannoverschen Sportler bei Wettkämpfen den Namen Diamant in die Radsportgaue des Verbands Deutsche Radfahrer Union (DRU). Erst 1932 wechselte der Verein in den auch international anerkannten Bund Deutscher Radfahrer (BDR), durch den nun die Teilnahme auch an internationalen Wettkämpfen möglich wurde.
Zur Zeit des Nationalsozialismus hatte der „Radfahrer-Verein Diamant“ laut dem Adreßbuch der Stadt Hannover 1934 eine Adresse bei „H. Fischer, Am Bartelshofe 4“, und im Jahr des Beginns des Zweiten Weltkrieges betrieb der Verein 1939 neben dem Rennsport noch „Saalsport“, später Hallenradsport genannt, in den Sparten Radpolo, Radball und Kunstradfahren.

### RC Blau-Gelb
War der Radsport während des Weltkrieges nahezu zum Erliegen gekommen, durften überlebende Mitglieder schon kurz nach Kriegsende bereits 1945 mit Genehmigung der Britischen Militärbehörden wieder Radsport betreiben. Bald aber musste der Verein sich umbenennen, da die Besatzungsmächte eine Verbindung zwischen Verein und Fahrradherstellern untersagt hatten. So wurde 1946 der Name geändert nach den Farben des neuen Hauptsponsors, den Continental Gummi-Werken: So schlug das blau als eine der beiden neuen Farben die Verbindung zu den Bismarckwerken als deren Hausfarbe her, während die Hausfarbe der Continental blau-weiß bildete.
Zwecks Baus eines gewünschten Clubheimes gründete im Jahr 1969 der seinerzeitige Vereins-Vorsitzende und spätere Ehrenpräsident Aute Lampe eine Sportabteilung in Langenhagen, um im Folgejahr 1970 den Vereinssitz dorthin zu verlegen. Mit Unterstützung des Kollegiums des Rates der Stadt Langenhagen „und unter großem persönlichen Einsatz der Mitglieder, besonders des Vorsitzenden“, konnte dort das Langenhagener Clubheim errichtet werden. Nach Fertigstellung des ersten Bauabschnittes am 23. August 1975 war der erste Bauabschnittes bildeten das Vorstandsmitglied Arno Führ gemeinsam mit seiner Frau Meta das Hausmeisterehepaar, bei denen die Clubabende bald oftmals mit deren Sonntagsbraten endeten.
Seit Beginn der 1970er Jahre wurde das Radrennen Großer Preis der Stadt Langenhagen mehr als 35. Mal ausgetragen. Das Rennen "Quer durch den Landkreis Hannover" initiierte Hajo Westphal, während Jürgen Bernhardt und Horst Wagner das in Kooperation mit dem Sportring Langenhagen regelmäßig veranstaltete Volksradfahren initiierten.
Mit der Fertigstellung der Turnhalle im Jahr 1976 war die Errichtung des „Aute-Lampe-Hauses“ abgeschlossen.

## Persönlichkeiten des Vereins
Der frühere RC Diamant Hannover und heutige RC Blau-Gelb Langenhagen von 1927 errang im Lauf seiner Geschichte durch seine Mitglieder zahlreiche deutsche Meistertitel, aber auch Olympiasieger, Weltmeister und Vizeweltmeister. Zu den bekanntesten Sportlern zählen die auch auf der Ehrentafel des Vereins aufgeführten Werner Potzernheim und Axel Bokeloh. Daneben finden sich aber auch Namen wie der des mehrfach hoch geehrten Hajo Westphal und nicht zuletzt des Namensgebers des „Aute-Lampe-Hauses“.
Langjähriger Vorsitzender des Vereins war der Sachbuchautor und Fahrradsammler Walter Euhus.

## Schriften
- Festschrift / Radsport-Club Blau-Gelb Langenhagen von 1927 e.V. 75, 1927–2002 / Radsport-Club Blau-Gelb Langenhagen, Jubiläumsschrift zum 75. Gründungsjubiläums, 34 zum Teil illustrierte Seiten, Langenhagen: RC Blau-Gelb, 2002